# Момчило Ивковић
Момчило Ивковић (Београд, 14. август 1874 — Нови Сад, 19. јул 1938) био је српски лекар, сенатор и председник Српског лекарског друштва.